# Zhenhua
Zhenhua (voluit Huzhou Daixi Zhenhua Corporation) is een Chinese motorfietsfabrikant. Het merk voert voornamelijk klonen van Honda, zoals de Honda Dax en de Honda Ape.
Zhenhua is verder leverancier voor andere bedrijven, zoals GE, Murray, Sanyo, Easyrider en Jincheng.
Per jaar worden er in de fabriek in Huzhou ongeveer 200.000 motoren en brommers, 50.000 generatoren en 7,5 miljoen auto-onderdelen geproduceerd.